# Mięsień dźwigacz wargi górnej i skrzydła nosa

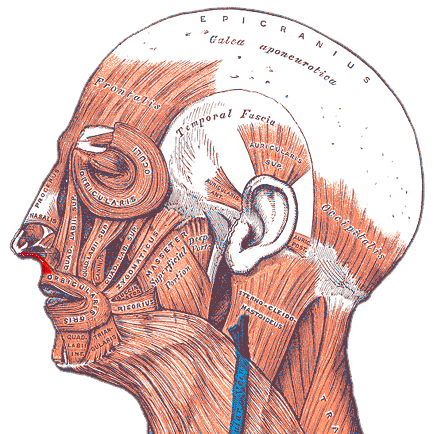
Mięsień dźwigacz wargi górnej i skrzydła nosa oznaczony na czerwono.

Mięsień dźwigacz wargi górnej i skrzydła nosa (łac. musculus levator labii superioris alaeque nasi, musculus quadratus labii superioris) – w anatomii człowieka jeden z mięśni wyrazowych, należący do grupy mięśni otoczenia szpary ust. Powoduje uniesienie skrzydła nosa i rozwarcie nozdrzy (część przyśrodkowa) oraz, we współpracy z mięśniem dźwigaczem wargi górnej, uniesienie wargi górnej (część boczna).
Zaczyna się na wyrostku czołowym szczęki, a kończy się ku dołowi w skórze wargi górnej i bruzdy nosowo-wargowej. Włókna przyśrodkowe dochodzą do skóry skrzydła nosa oraz otaczają nozdrza od boku i tyłu. Unerwiony jest przez gałęzie policzkowe nerwu twarzowego.
Niekiedy ma przyczep dodatkowy do kości nosowej.